# Malskärs grund
Malskärs grund är en ö i Finland. Den ligger i Norra kvarken och i kommunen Malax i landskapet Österbotten, i den västra delen av landet. Ön ligger omkring 20 kilometer sydväst om Vasa och omkring 370 kilometer nordväst om Helsingfors.
Öns area är 7,9 hektar och dess största längd är 0,6 kilometer i sydöst-nordvästlig riktning.